# 楠 (橘型駆逐艦)
楠（くすのき）は日本海軍の駆逐艦。仮称5521号艦、橘型（改松型）駆逐艦として横須賀海軍工廠で建造された。
艦名は植物のクスノキによる。艦名としては樺型駆逐艦の6番艦「楠」に続いて2代目。

## 艦歴
竣工後、訓練部隊の第十一水雷戦隊（高間完少将）に編入。缶部に不具合があって修理の後、瀬戸内海に向かう。大阪湾に到着後、5月11日には大阪港で対空戦闘を行った。
その後、姉妹艦「柿」とともに呉に回航され訓練に従事する。
やがて、第十一水雷戦隊は瀬戸内海への機雷投下を避けて日本海側に移動することとなる。5月27日に舞鶴に到着するも、舞鶴鎮守府から「空襲の際に刺激となる」との理由で、舞鶴以外の場所へ移動するよう要請を受ける。そこで、6月に入って小浜湾に移動することとなった。
7月15日付で特殊警備艦となり舞鶴鎮守府部隊に編入され、7月23日舞鶴に戻り、そのまま終戦を迎えた。同年10月5日除籍。
12月1日特別輸送艦に指定され、復員輸送に従事。その後、賠償艦として1947年（昭和22年）7月16日シンガポールでイギリスへ引き渡された。

## 歴代艦長
※『艦長たちの軍艦史』371頁による。

### 艤装員長
1. 河辺忠四郎 大尉 1945年2月20日-

### 駆逐艦長
1. 河辺忠四郎 大尉 1945年4月28日-
2. 西村徳太 少佐 1945年9月30日-